# La ley del amor
La ley del amor es una telenovela argentina de Telefe. Se estrenó el 18 de diciembre de 2006, finalizando el 7 de septiembre de 2007.
Protagonizada por Soledad Silveyra y Raúl Taibo. Coprotagonizada por Sebastián Estevanez, Sabrina Garciarena, Matías Santoiani, Gabriela Sari, Gigí Ruá, María Fernanda Neil, Fabio Aste, Pía Uribelarrea, Maite Zumelzú y Federico Amador. Antagonizada por Nicolás Pauls, Graciela Stéfani y Néstor Sánchez. También, contó con las actuaciones especiales de Carolina Papaleo y los primeros actores Arturo Bonín, Mabel Pessen y Érika Wallner.

## Argumento
Renata Guerrico (Soledad Silveyra) es jueza federal, goza de gran prestigio, pero oculta un pasado oscuro. Debido a una condena, es amenazada de muerte y hace arrestar a un muchacho a quien confunde con el autor de los llamados. Al interrogarlo, se entera de que Lucas (Sebastián Estevanez) es hijo de Ignacio Pinedo (Raúl Taibo), su gran amor de juventud. Renata siente una atracción muy grande por Lucas, pero Lucas se vincula con Carolina (Sabrina Garciarena), la hijastra de Renata, quien se enamora de él. Luego, Renata descubre que Lucas es su hijo y que Ignacio es el amor de su vida. Cuando la pareja se está por consolidar, Ignacio tiene un accidente automovilístico, yendo a Mendoza, y muere, quedándose Renata sin su amor. Ésta, meses después, se enamora de un pianista y decide irse a vivir a Europa con él, pero en el viaje, el avión cae y mueren los dos. Pasa un año y lo que daba que Ignacio estaba muerto, no era así. Está vivo pero ha perdido la memoria. Estefanía (Carolina Papaleo), la mamá de Carolina y primera mujer del exmarido de Renata, luego de la muerte de su amor, viaja a Mendoza, allí se encuentra con Julio, que en realidad es Ignacio y tienen una fuerte atracción.

## Elenco
- Soledad Silveyra como Renata Guerrico Peña de Conforte.
- Raúl Taibo como Ignacio Pinedo.
- Sebastián Estevanez como Lucas Pinedo Guerrico.
- Sabrina Garciarena como Carolina Conforte/ Carolina Luna.
- Carolina Papaleo como Estefanía Riquelme.
- Gerardo Romano como Santiago.
- Arturo Bonín como Marcos Conforte / Víctor Luna
- Graciela Stéfani como Elena Guerrico Peña de Pinedo.
- Nicolás Pauls como Matías.
- Maite Zumelzú como Silvana Méndez.
- Mónica Antonopulos como Malena.
- Alicia Aller como Amanda Peña.
- Néstor Sánchez como Rocco Caleri.
- Gigí Ruá como Marta Méndez de Galerie.
- Paula Siero como Andrea Osorio
- Aldo Kaiser como profesor Aldao
- Gabriela Sari como Sofía Carrasco.
- Federico Amador como Walter.
- Matías Santoianni como Armando Bandi
- Erika Wallner como Patricia Peña viuda de Guerrico.
- Victoria Carreras como Ángela Rivera.
- Guido Gorgatti como Lucio
- Mabel Pessen como Olimpia García.
- María Fernanda Neil como Valeria.
- Pia Uribelarrea como Lidia.
- Lelio Leeser como Esteban
- Pachi Armas como Comisario Ulloa
- Héctor Gióvine como Sergio
- Helena Jios como Amalia
- Mario Alarcon como Leonardo Javier
- Marta Albertini como Dra. Marcela Herrera
- Bárbara Napal González como Camila.
- Cristina Tejedor como Asunción Balmaceda.
- Verónica Romero como Marina.
- Emilio Bardi como Baez.
- Fabio Aste como Rolando / Abel
- José Luis Alfonzo como Dr. Heredia
- Nicolás Mele como Vicente.
- Gustavo Monje como Doctor.
- Carmen Vallejo como Sor Antonia
- Michelle Wiernik como Renata Guerrico.  (adolescente)
- Pablo Alarcon como Alberto
- Perla Santalla como Tia Paty
- Miguel Habud como Luis Cepeda
- Jorge Sassi como Lissandro Martinez
- Thelma Biral como Irene Duncan
- Diego Gustavo Díaz como Pablo
- Cristina Albero como Perla
- Monica Villa como Sonia
- Monica Gonzaga como Silvia
- Miguel Dedovich como el juez Pedro Pereyra
- Esther Goris como Monica Conforte
- Rita Terranova como Lidia
- Antonella Costa como Ana
- Guido D’Albo como Vidal Molina
- Fernando Caride como Juan Solares
- Edgardo Moreira como Pato Correa
- Cristina Allende como Norma

## Premios

### Nominaciones
- Premios Clarín Espectáculos 2007
  - Mejor ficción diaria drama
- Martín Fierro 2007
  - Mejor telenovela
  - Actor protagonista de novela (Raúl Taibo)
  - Actriz protagonista de novela (Soledad Silveyra)